# Smicroplectrus modestus
Smicroplectrus modestus là một loài tò vò trong họ Ichneumonidae.